# Пантич, Данило
Дани́ло Па́нтич (серб. Данило Пантић; родился 26 октября 1996 года, в Руме, Союзная Республика Югославия) — сербский футболист, полузащитник лондонского «Челси», выступающий на правах аренды за сербский «Партизан».

## Клубная карьера
Данило Пантич родился в Руме. Начал заниматься футболом в академии «Партизана». 26 мая 2013 года дебютировал за основной состав в матче против «Спартак Суботица», заменив Владимира Волкова на 70-й минуте. После разногласий с «Партизаном» над предложениями о продлении контракта, он все же подписал его 5 декабря 2013 года на 1,5 года. С начала 2014 года, как утверждалось, за Пантичем пристально наблюдал «Ювентус», из-за скоро истекающего контракта. Узнав об интересе со стороны «Ювентуса», Пантич, заявил в газете Вечерње новости, о том что хочет продлить контракт с «Партизаном», прежде чем покинуть Сербию.
13 июля 2015 Пантич подписал 4-летний контракт с «Челси», сумма трансфера составила 1,25 млн фунтов. В этот же день он перешёл в клуб «Витесс», выступающий в Эредивизи, на правах аренды сроком на один сезон. 30 июля дебютировал за «Витесс», выйдя на замену в первом матче 3-го квалификационного раунда Лиги Европы УЕФА против «Саутгемптона» (0:3). 9 августа дебютировал в Эредивизи, заменив Валерия Казаишвили на 70 минуте в матче 1-го тура против «Виллем II» (1:1).

## Международная карьера
Выступал за сборные Сербии до 17 и до 19 лет. 10 октября 2014 года, Пантич забил свой первый и второй голы за сборную до 19 лет в ворота Сан-Марино, а его команда победила со счетом 4:0 на матче открытия квалификационного раунда чемпионат Европы 2015 среди юношей до 19 лет. 12 октября 2014 года, Пантич стал капитаном сборной до 19 лет, в матче против Армении, который стал для Сербии победным (1:0).

## Статистика выступлений
| Выступление      | Выступление      | Выступление      | Лига | Лига | Кубок страны | Кубок страны | Кубок лиги | Кубок лиги | Еврокубки | Еврокубки | Итого | Итого |
| Клуб             | Лига             | Сезон            | Игры | Голы | Игры         | Голы         | Игры       | Голы       | Игры      | Голы      | Игры  | Голы  |
| ---------------- | ---------------- | ---------------- | ---- | ---- | ------------ | ------------ | ---------- | ---------- | --------- | --------- | ----- | ----- |
| Партизан         | Суперлига        | 2012/13          | 1    | 0    | 0            | 0            | 0          | 0          | 0         | 0         | 1     | 0     |
| Партизан         | Суперлига        | 2013/14          | 10   | 1    | 0            | 0            | 0          | 0          | 0         | 0         | 10    | 1     |
| Партизан         | Суперлига        | 2014/15          | 7    | 1    | 0            | 0            | 0          | 0          | 6         | 0         | 13    | 1     |
| Партизан         | Итого            | Итого            | 18   | 2    | 0            | 0            | 0          | 0          | 6         | 0         | 24    | 2     |
| Витесс           | Эредивизи        | 2015/16          | 6    | 0    | 0            | 0            | 0          | 0          | 2         | 0         | 8     | 0     |
| Витесс           | Итого            | Итого            | 6    | 0    | 0            | 0            | 0          | 0          | 2         | 0         | 8     | 0     |
| Всего за карьеру | Всего за карьеру | Всего за карьеру | 24   | 2    | 0            | 0            | 0          | 0          | 8         | 0         | 32    | 2     |

## Достижения
«Партизан»
- Чемпион Суперлиги (2): 2012/13, 2014/15
- Итого: 2 трофея